# نشيد سلوفينيا الوطني
نشيد سلوفينيا الوطني (باللغة السلوفينية:Himna Slovenskega Naroda)، هو النشيد الرسمي لدولة سلوفينيا وأحد رموزها الوطنية كدولة ذات سيادة، وتُعتبر نشيدها التاريخي مُنذ أن كانت جُزءً من يوغوسلافيا.

## التاريخ
كُتبت جميع أو جزء من كلمات النشيد في القرن التاسع عشر من قِبل شاعر فرنسي، ولُحنت الألحان في عام 1905 من قِبل المُلحن السلوفيني ستانكو بريمرل.

## كلمات النشيد
| بالسلوفينية | بالعربية |
| --- | --- |
| Žive naj vsi narodi Ki hrepene dočakat' dan Da koder sonce hodi Prepir iz sveta bo pregnan Da rojak Prost bo vsak Ne vrag, le sosed bo mejak! | نعمة الله على جميع الأمم الذين عملوا طويلاً من أجل ذلك اليوم المشرق نعم في ظل الشمس السائرة في مسارها ستمنع الفتنة من العالم مواطنيك سيكونون أحرار ولن يكون هناك أعداء، بل جيران أصدقاء! |